# Juntos Faremos História
Juntos Faremos História é uma coalizão política mexicana que é formada pelo Movimento Regeneração Nacional (MORENA), o Partido do Trabalho (PT) e anteriormente pelo Partido Encontro Social (PES) que foi incorporado ao MORENA. A coalizão foi formada para lançar a candidatura de Andrés Manuel López Obrador para a presidência do México durante as Eleições gerais no México em 2018. Obrador foi eleito presidente com 53,19% dos votos. Em 2019, o Partido Verde Ecologista do México (PVEM) entrou para a coalizão.

## História

### Fundação
A coalizão foi oficializada no dia 15 de dezembro de 2017, no mesmo dia, o nome "Juntos Haremos Historia" foi também oficializado. Os membros fundadores, em convenção nacional, decidiram lançar a candidatura de Andrés Manuel López Obrador para a presidência do México.

### Resultados eleitorais
Nas Eleições gerais no México em 2018 a coalizão conseguiu obter resultados expressivos, conseguindo 326 das 500 cadeiras da Câmara dos Deputados do México e 76 das 128 cadeiras do Senado da República. Porém, o Partido Encontro Social (PES) não conseguiu obter a clausula de 3% dos votos  totais exigidos pela Constituição mexicana para se manter o registro do partido. Logo, o PES teve seu registro caçado, a maioria dos membros foi para o MORENA. 

### Pós-eleições
Em janeiro de 2019, o Partido Verde Ecologista do México (PVEM), formalizou a sua saída da coalizão com o PRI. Alguns dias depois, o partido formalizou a sua entrada na coalizão com o MORENA  e o PT, integrando a base aliada do governo de Manuel López Obrador.